# کایکاوالا
کایکاوالا (به لاتین: Kaikawala) یک منطقهٔ مسکونی در سری‌لانکا است که در استان مرکزی (سری‌لانکا) واقع شده‌است.